# 포키그론
포키그론(네덜란드어: Pokigron)은 수리남의 도시이다.
브로코폰도 저수지 근처 수리남 강 상류에 위치한 수리남의 마을이다. 2018년 인구는 약 400명이다. 포키그론 남쪽에 있는 마을은 보트로 접근해야 한다. 이 마을은 사라마카 부족의 마룬족의 고향이다.